# Ərəbsarvan
Ərəbsarvan è un comune dell'Azerbaigian situato nel distretto di Ağsu. Conta una popolazione di 512 abitanti.